# Archidiecezja Wisakhapatnam
Archidiecezja Wisakhapatnam (łac. Archidioecesis Visakhapatnamensis, ang. Archdiocese of Visakhapatnam) – rzymskokatolicka archidiecezja ze stolicą w Visakhapatnam w stanie Andhra Pradesh, w Indiach. Arcybiskupi Wisakhapatnam są również metropolitami metropolii o tej samej nazwie.

## Historia
17 lutego 1845 papież Grzegorz XVI erygował wikariat apostolski Vizagapatam. 1 września 1886 papież Leon XIII odniósł wikariat do rangi diecezji Vizagapatam. 21 października 1950 papież Pius XII zmienił nazwę diecezji na diecezję Wisakhapatnam. 16 października 2001 papież Jan Paweł II podniósł diecezję do rangi archidiecezji metropolitarnej.